# ماريانو غوادالوبي فاليخو
ماريانو غوادالوبي فاليخو (بالإسبانية: Mariano Guadalupe Vallejo) ، من مواليد 4 يوليو 1807م، وتوفي بتاريخ 18 يناير 1890م، كان قائداً عسكرياً مكسيكياً في كاليفورنيا ، وبعد انتهاء الحرب المكسيكية الأمريكية ، هاجر إلى كاليفورنيا وأصبح أمريكياً، كما عمل موظفاً لدى ولاية كاليفورنيا.

## وصلات خارجية
- ماريانو غوادالوبي فاليخو على موقع الموسوعة البريطانية (الإنجليزية)

- Memoirs of the Vallejos نسخة محفوظة 10 ديسمبر 2012 at Archive.is, Platon Mariano Guadalupe Vallejo [biography of Mariano Guadalupe Vallejo written by his son], at the Bancroft Library, UC Berkeley, via Calisphere.
- Vallejo Papers Collection at the Autry National Center
- Century Magazine, 1891 "Ranch and Mission Days in Alta California" by Guadalupe Vallejo, page 183, and "Pioneer Spanish Families in California" by Charles Howard Shinn, page 377. Century Magazine, 1891.